# Кленоварня

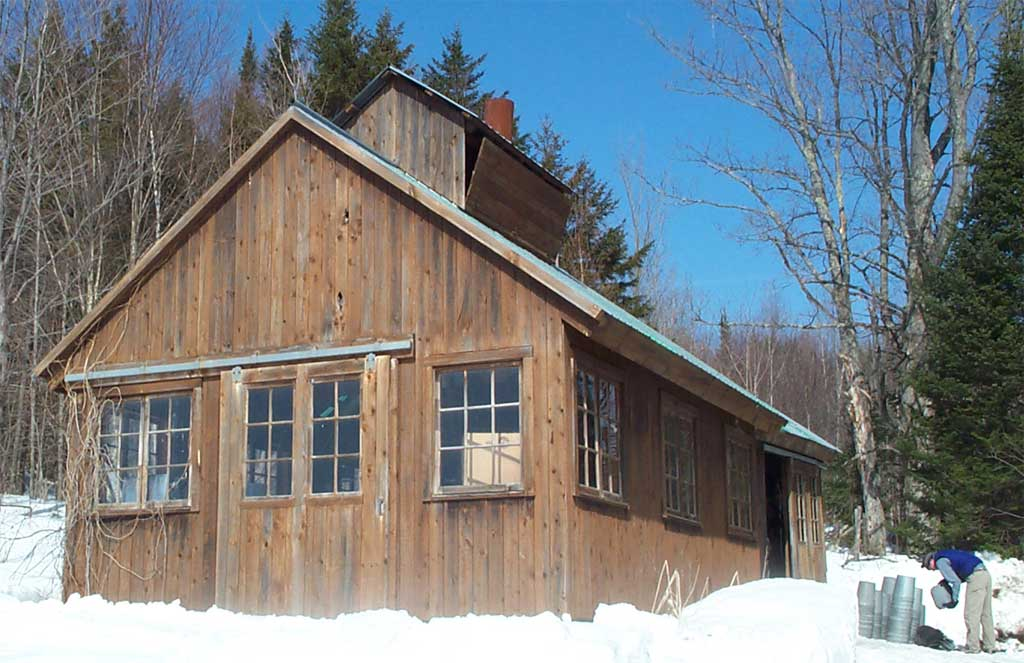
Цукрова хижа, де кленовий сік виварюється до стану сиропу

Кленоварня, також цукрова хижа (фр. cabane à sucre), будиночок для соку, цукрова хатина або цукрова каюта — вид напівкомерційного підприємства, в основному поширений в Східній Канаді і північній частині Нової Англії. Як випливає з назви, цукрові хатини — це маленькі споруди або групи будівель, де з деревного соку, зібраного з цукрових кленів, за допомогою кип'ятіння отримують кленовий сироп. Зазвичай такі будиночки будують прямісінько в кленових гаях, де одночасно вирощують дерева і збирають сік (на відміну від великих заводів масового виробництва, побудованих для цієї мети в XX столітті).

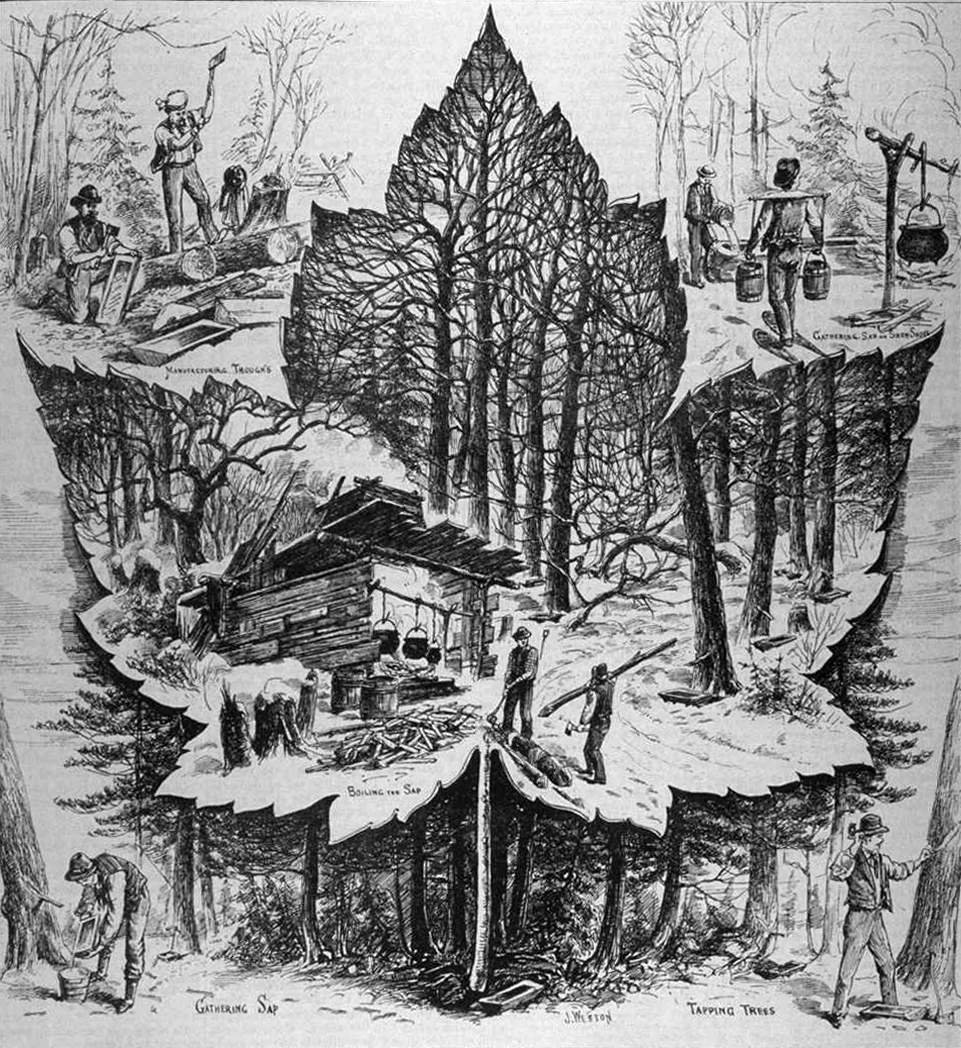
«Scènes de sucrerie» Дж. Вестон, франко-канадська гравюра з журналу «Громадська думка», що ілюструє етапи традиційного виготовлення кленового сиропу

Історично кленоварні є продуктом індіанської та європейської винахідливості. Французький дослідник і колоніст П'єр Буше записав спостереження за корінними народами, що роблять кленовий сироп, в своєму «l'histoire veritable et naturelle des moeurs et productions du pays de la Nouvelle-France, vulgairement dite le Canada» (1664). Виробництво кленового сиропу стало традицією, яку принесли у Нову Францію поселенці швейцарського і французького (нормандського) походження протягом XVII століття. Їх метою було виробництво сиропу для торгівлі або продажу, а також для особистого користування в холодні зимові місяці. Після британського завоювання 1763 року ця традиція поширилася в провінціях Онтаріо, Нью-Брансвік та Нова Шотландія, але в Квебеці залишалася переважно сімейною (нарівні з іншими патріархальними ремеслами).
Нині багато цукрових будиночків працюють в комерційних цілях, а також пропонують гостьові зали та заходи на свіжому повітрі, відкриті для широкої публіки в певні місяці. Багато з цих заходів включають катання на санях, екскурсії по території, а також поїдання кленових ірисок, приготованих у будиночку в присутності клієнта. Прийомні зали обслуговують великі групи, пропонуючи страви, приправлені кленовим сиропом. Ці страви включають шинку, бекон, сосиски, запечені боби, яєчню, свинячі шкварки і млинці. Є також такі фірмові страви, як домашні соління, домашній хліб, а також десерти, такі як цукровий пиріг і кленовий ірис на снігу.
Більш завантажений період для цукрових хатин — з кінця жовтня по кінець квітня, коли кленовий сік стає доступним. Проте, при температурі нижче 0 градусів за Цельсієм практично неможливо витягти сік, і тому основна діяльність розгортається в період відтавання ранньою весною. Заходи зазвичай проводяться протягом двох перших тижнів квітня, і є щорічним святом весни і прологом до Великодня.

## Галерея

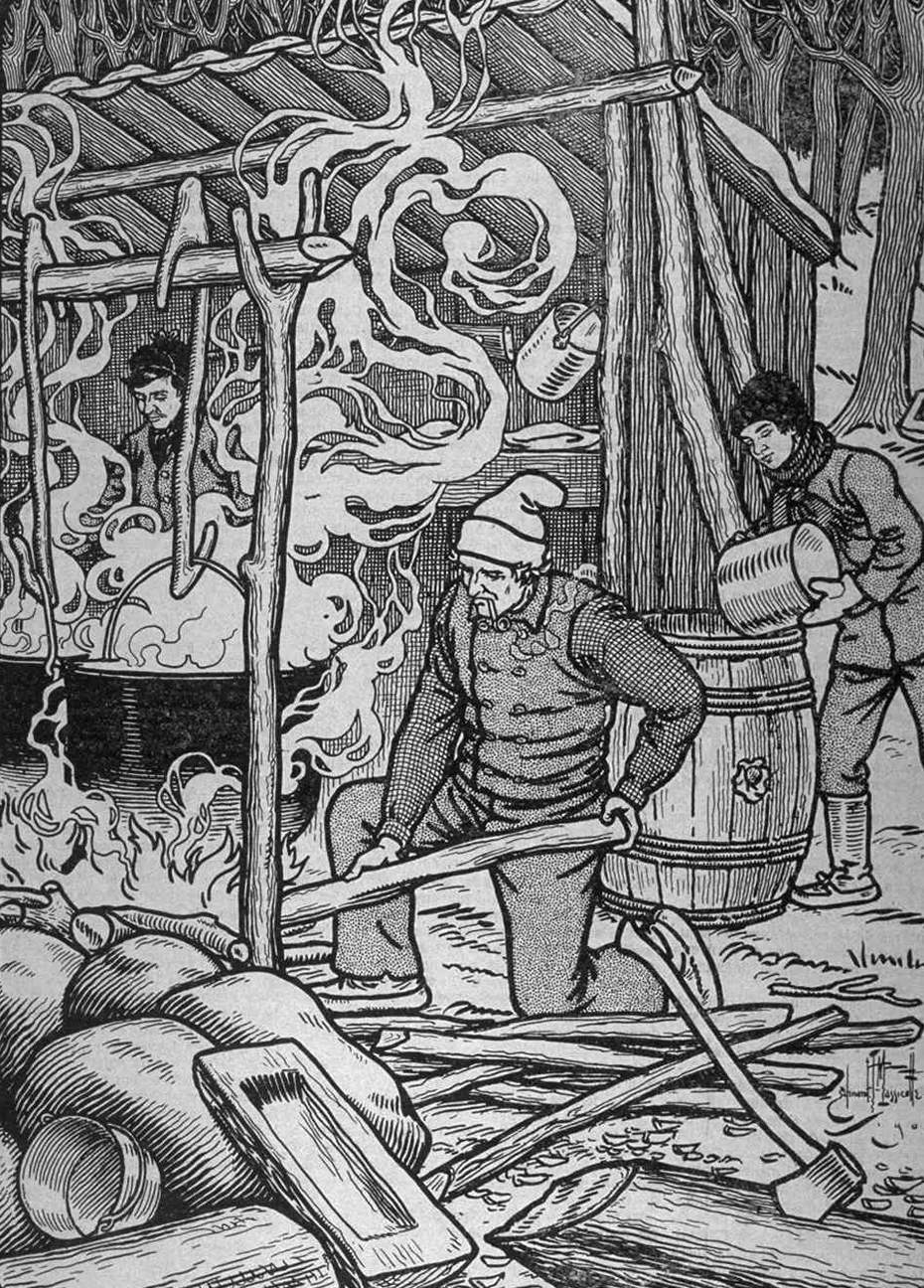
Гравюра Les sucres (Цукор), Едмонд-Джозеф Массікотт (1875—1929)
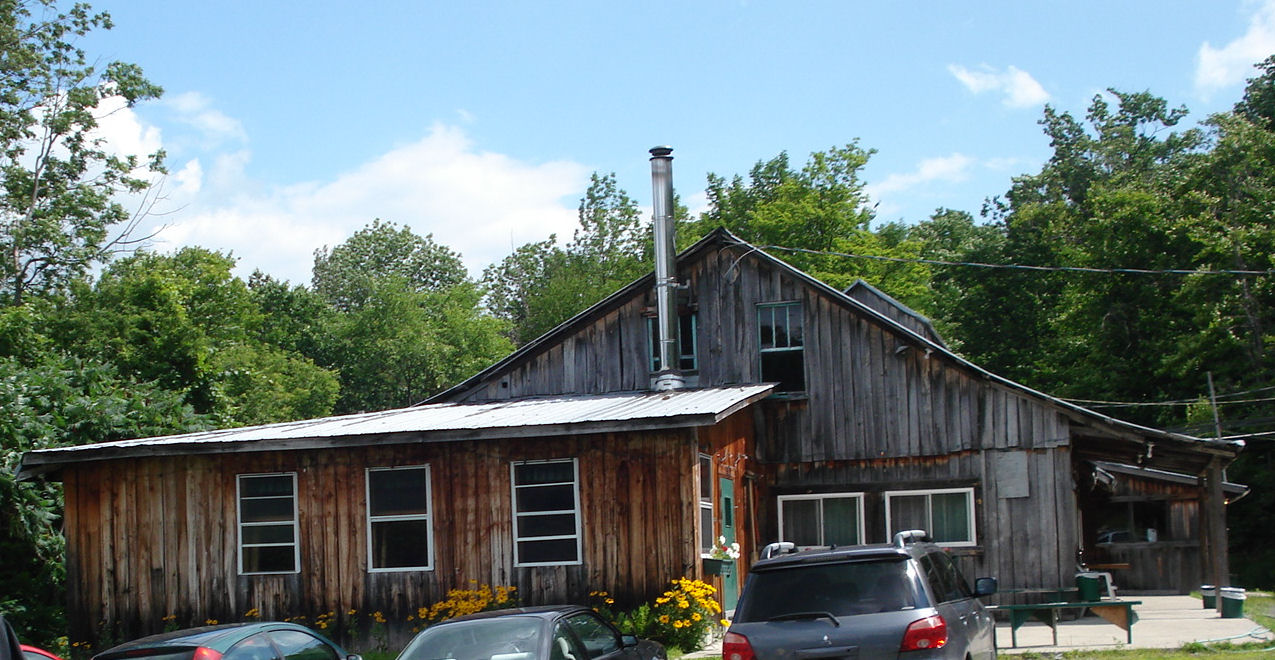
Цукрова хатина
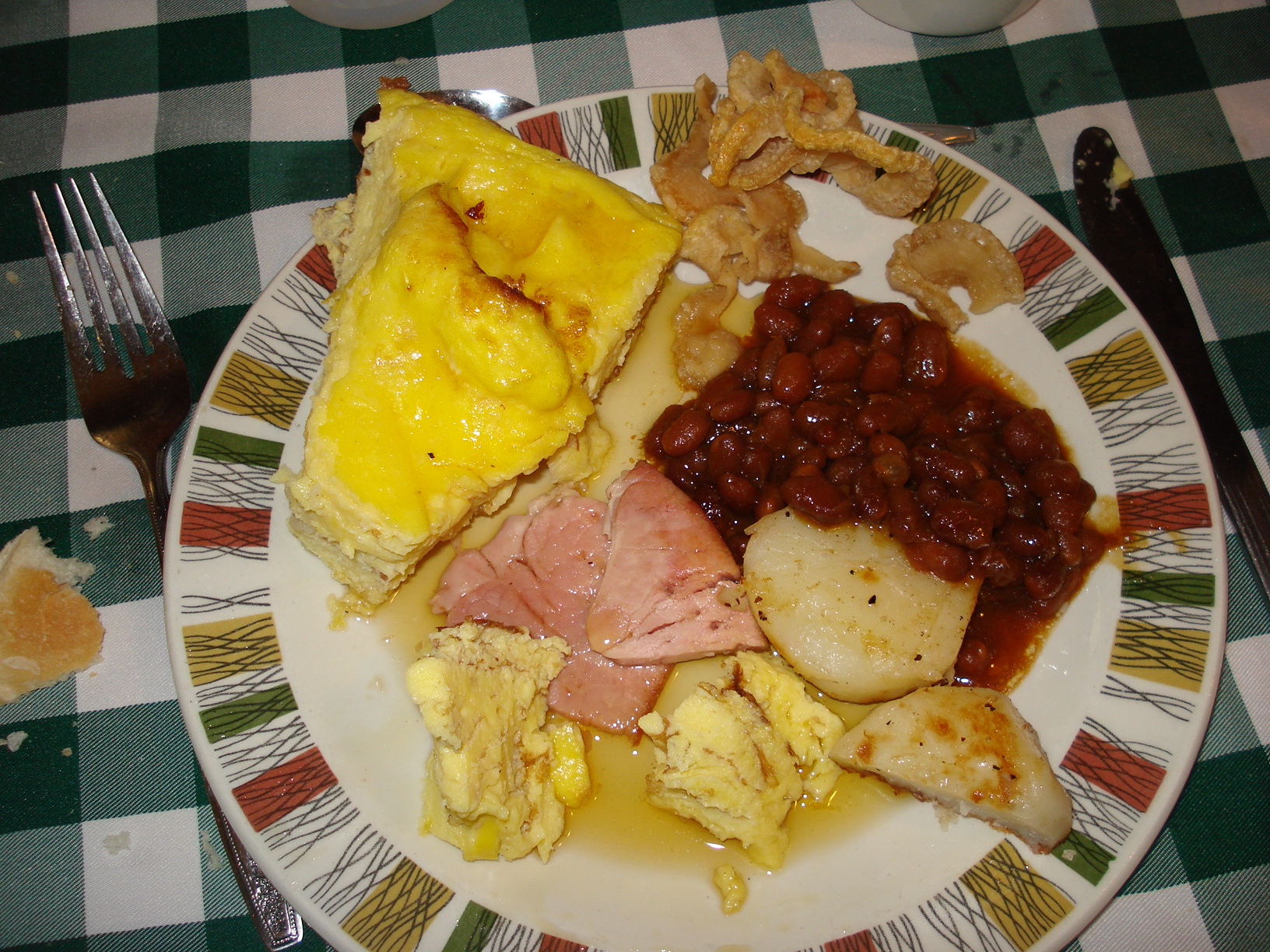
Традиційна їжа, що подається в кленоварні
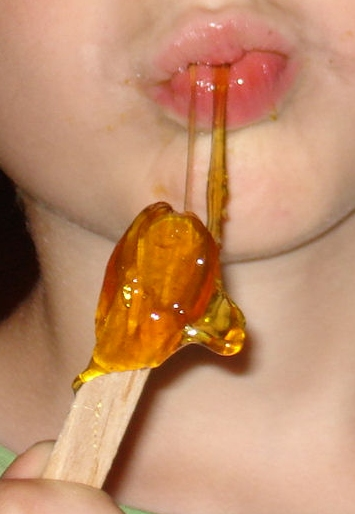
Куштування кленової іриски
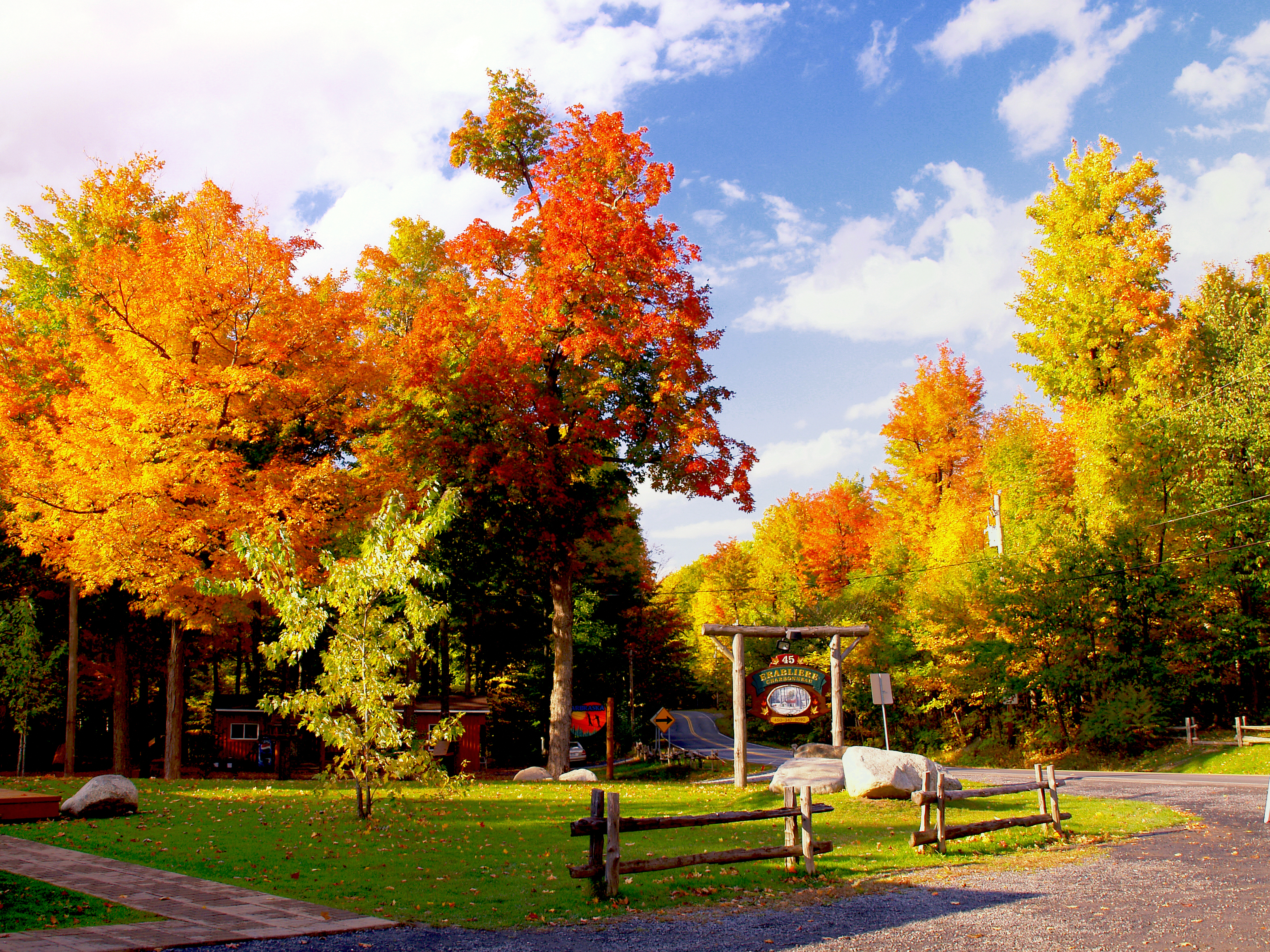
Кленова гай в Мон-Сен-Грегуар